# Armadillidium coelatum
Armadillidium coelatum is een pissebed uit de familie Armadillidiidae. De wetenschappelijke naam van de soort is voor het eerst geldig gepubliceerd in 1877 door Edward John Miers.